# Список правлячих королев

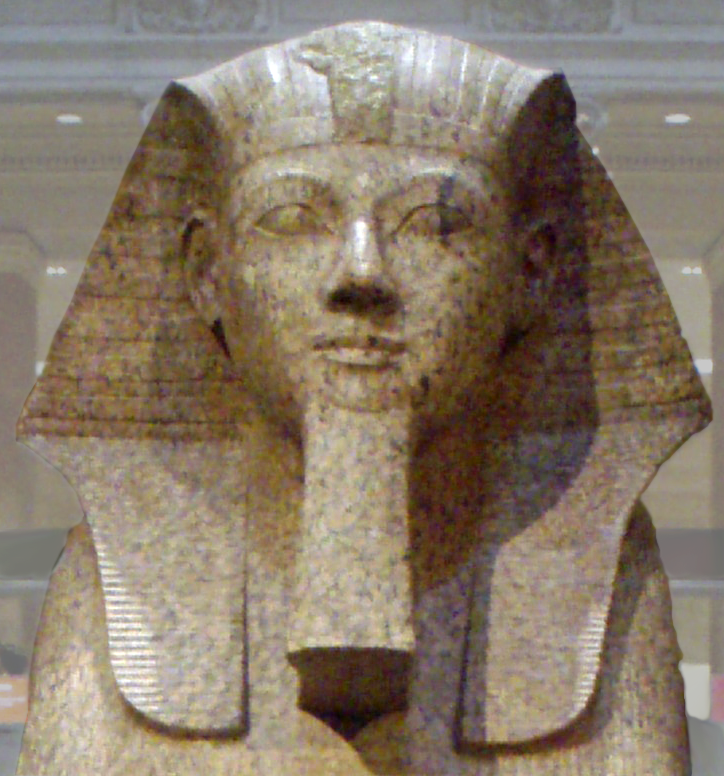
Хатшепсут, п'ята з фараонів Вісімнадцятої династії Стародавнього Єгипту, найуспішніша з жінок-фараонок Єгипту.

Правляча королева (аналогічно: імператриця, цариця, велика герцогиня, ерцгерцогиня, герцогиня) — жінка-монарх, рівнозначна королю, яка править самостійно, на відміну від королеви-консорт (дружини правлячого короля) або королеви-регентки (тимчасово править замість дитини-монарха як опікунка).

## Історичні правлячі королеви
Серед правлячих королев, про яких збереглися історичні відомості (більше див. Список жінок-глав держав та урядів; вказано роки правління):

### Європа

#### Історичні держави
Візантійська імперія
- Ірина Афінська (752—803)
- Зоя Візантійська, імператорка (1025—1050)
- Феодора Візантійська, імператорка (1042, 1055—1056)

Трапезундська імперія
- Феодора (1284—1285)
- Ірина (1340—1341)
- Анна Комніна (1341, 1341—1342)

Царство Епір

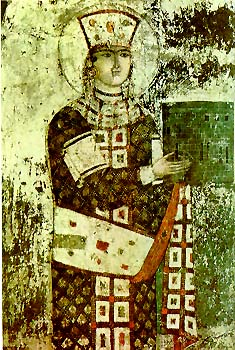
Тамара Велика

- Деідамія ІІ Епірська (близько 234—232 р. до н. е.)

Королівство Боспоран
- Камасарія Філотекна (кореантка близько 180—175 / 60 рр. до н. е.)
- Динаміс Філоромеос (47-14 р. до н. е.)
- Гепаепірис (37-39)

Єрусалимське королівство
- Мелісенда І (1131—1153)
- Сибіла І (1186—1190)
- Ізабела Єрусалимська (1192—1205)
- Марія Монферратська (1205—1212)
- Іоланта Єрусалимська (1212—1228)

##### Герцогство Аквітанія

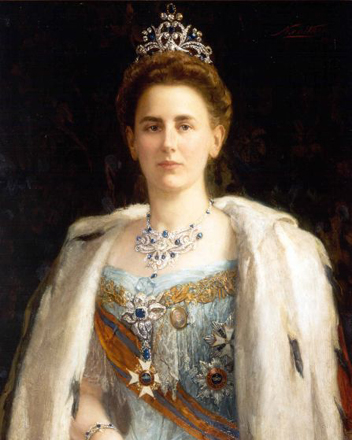
Вільгельміна (королева Нідерландів)

- Елеонора Аквітанська (1137—1172)

#### Сучасні країни
Австрія — ерцгерцогство
- Марія-Терезія Габсбург (1740—1780)

Боснія — королівство
- Єлена Боснійська (Єлена Груба) (1395—1398)

Хорватія (Дивіться нижче — Угорщина)
Чехія — королівство
- Марія Терезія Габсбург (1740—1780)

Данія
- Маргарита I Данська (1388—1412) — королева Данії, Швеції та Норвегії

Нідерланди — королівство
- Вільгельміна (1890—1948)
- Юліана (1948—1980)
- Беатрікс (1980—2013)

Грузія — королівство
- Русудан I (1223—1245)
- Тамара I Велика (1179—1184; королева 1184—1213)
- Тамара II (1744; зреклася)

Іспанія
- Навара — королівство
  - Іоанна I (1274—1305)
  - Жанна II Мала (1328—1349)
  - Бланка I (1425—1441)
  - Елеонора I (1479)
  - Катерина I (1483—1518)
  - Жанна III (1555—1572)
- Арагон — королівство
  - Петроніла I (1137—1162)

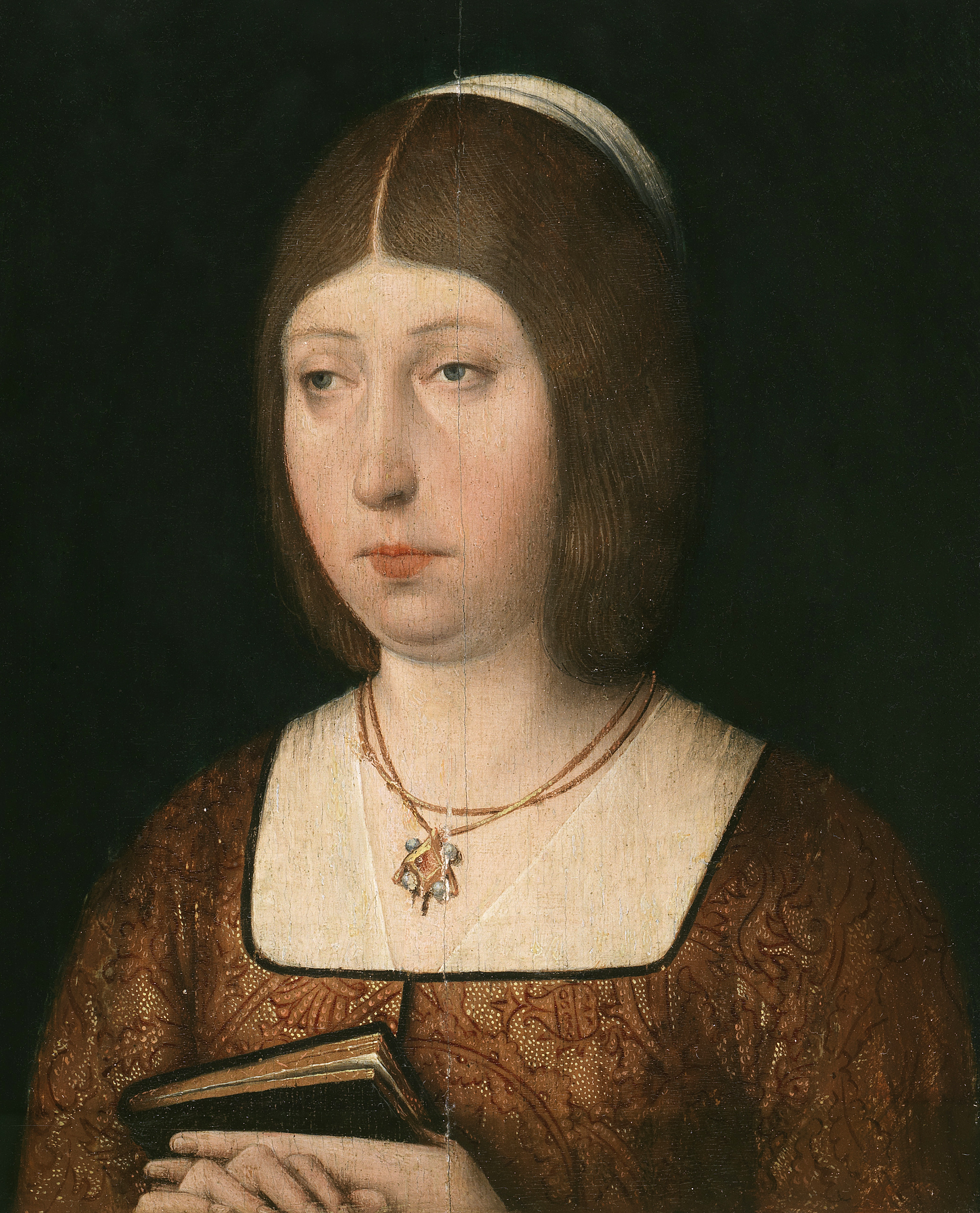
Ізабела I

  - Хуана I Божевільна, королева Кастилії (1516—1555)
- Кастилія — королівство
  - Уррака Леонська (1109—1126)
  - Беренгарія (1217; зречена)
  - Ізабела I (1474—1504)
  - Хуана I Божевільна (1504—1555)
- Іспанія — королівство
  - Ізабела II (1833—1868)

Литва - Велике князівство
- Анна Ягеллонка (1576—1592) — велика княгиня

Люксембург — велике князівство

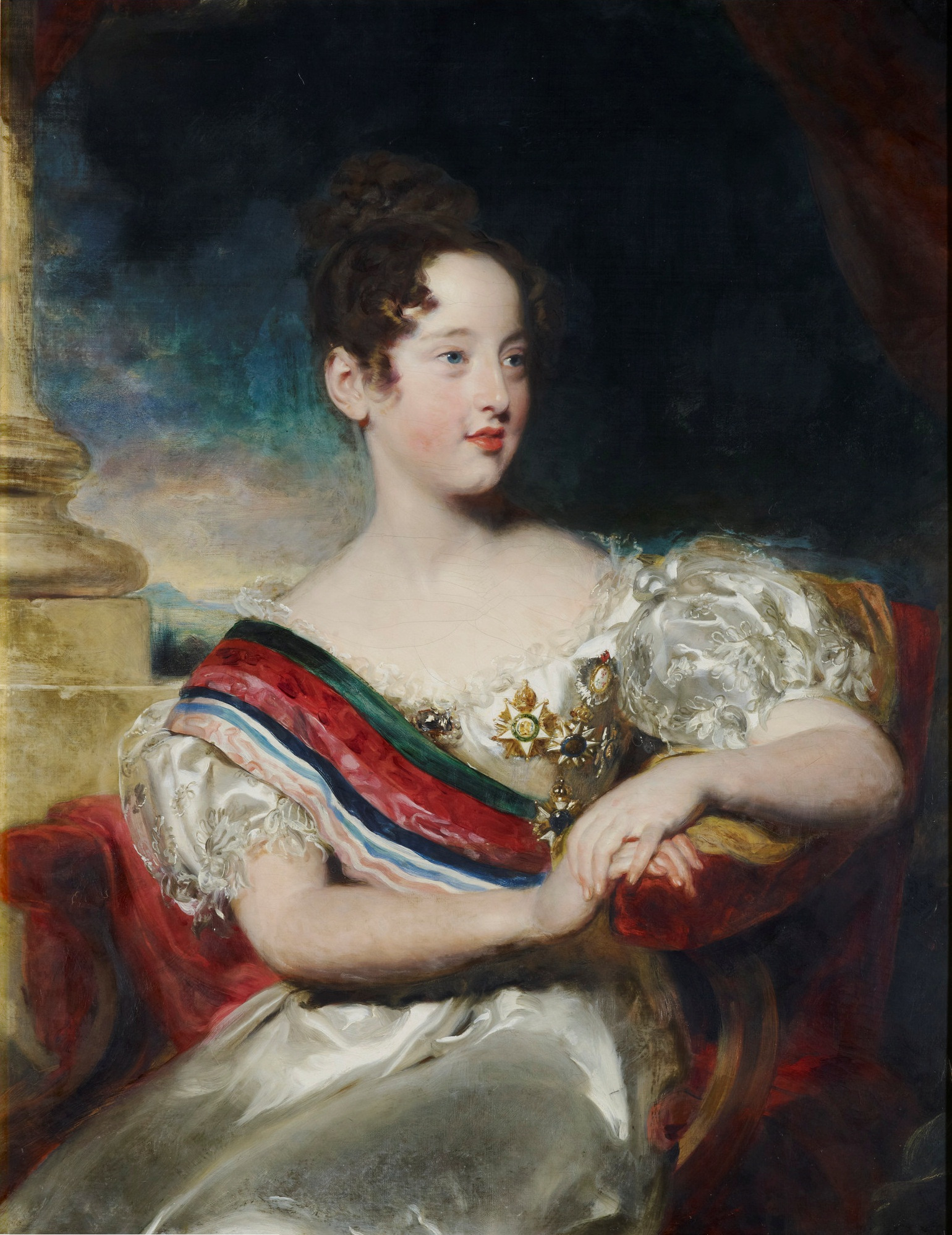
Марія II (королева Португалії)

- Марія Аделаїда (1912—1919; відмовилася)
- Шарлотта, велика герцогиня (1919—1964)

Монако — князівство
- Клодіна Грімальді (1457—1458) — сеньйора Монако
- Луїза Іполіта Грімальді (1731) — принцеса Монако

Норвегія
- Маргарита I Данська (1388—1412) — королева Данії, Швеції та Норвегії

Польща — королівство
- Ядвіга Анжуйська (1384–1399) — королева Польщі
- Анна Ягеллонка (1576—1592) — королева Польщі

Португалія — королівство
- Марія І (1777—1816)
- Марія II (1826—1828) (1834—1853)

Російська імперія
- Катерина І (1725—1727)
- Анна Романова (1730—1740)
- Єлизавета Романова (1741—1762)
- Катерина II (1762—1796)

Швеція — королівство

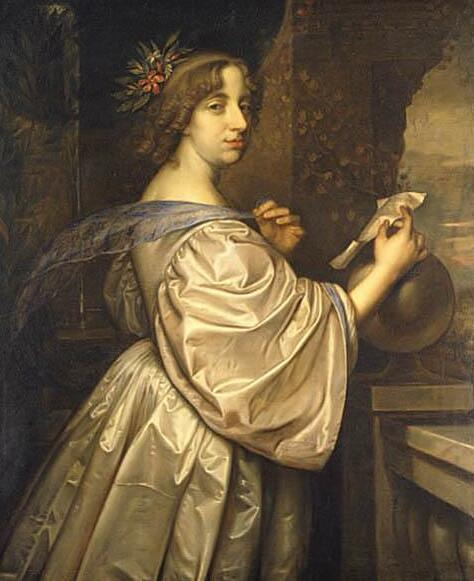
Христина I

- Маргарита I Данська (1389—1412) — королева Данії, Швеції та Норвегії
- Христина I (1632—1654)
- Ульріка Елеонора (1718—1720)

Угорщина (і Хорватія) — королівство
- Марія I Анжуйська (1382—1385)
- Марія II Терезія Габсбург (1740—1780)

Італія
- князівства Парма і П'яченца
  - Марія-Терезія Габсбург (1740—1748)
  - Марія-Луїза Австрійська (1814—1847)
- князівство Лукка
  - Еліза Бонапарт (1805—1814) (також принцеса Пімбіно)
  - Марія Луїза (1817—1824)
- Сицилія — королівство
  - Констанція (1194—1198)
  - Марія I (1377—1401) (також принцеса Афінська)
  - Хуана Божевільна (1516—1555)
- Неаполь — королівство
  - Джованна І (1343—1381)
  - Джованна II (1414—1435)
  - Хуана III Божевільна (1516—1555)

Британські острови
- Мерсія — королівство
  - Етельфледа (911—918) — леді Мерсійців
  - Ельфвіна (918) — леді Мерсійців
- Вессекс — королівство
  - Сексбурга (672—674)
- Англія — королівство
  - Матильда (Леді Англійців) (1141)
  - Леді Джейн Грей (1553)
  - Марія I Тюдор (1553—1558)
  - Єлизавета I Тюдор (1558—1603)
  - Марія II Стюарт (1689—1694)

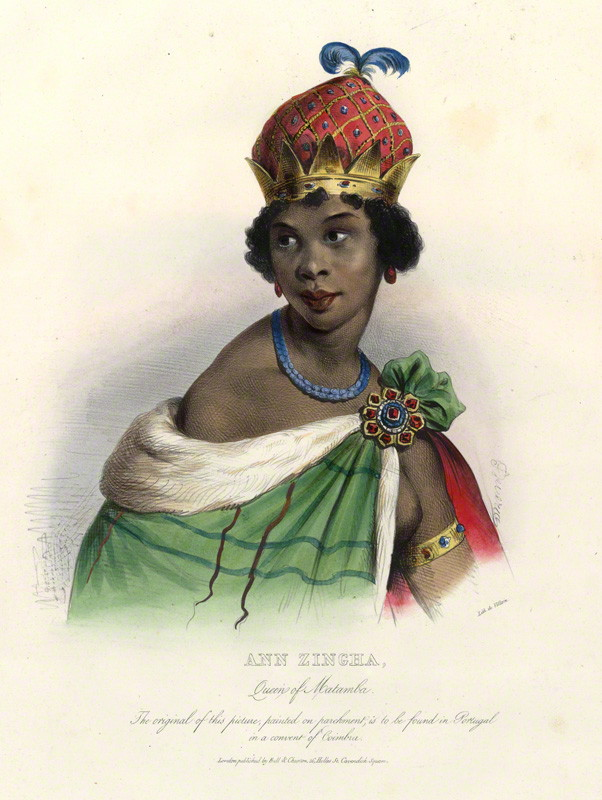
Нзінґа Мбанді

  - Анна Стюарт (1702—1707), див. нижче королева Великої Британії
- Шотландія — королівство
  - Маргарет I (1286—1290)
  - Марія I Стюарт (1542—1567)
  - Марія II Стюарт (1689—1694)
  - Анна Стюарт (1702—1707), див. нижче королева Великої Британії
- Сполучене Королівство Великої Британії та Ірландії — королівство

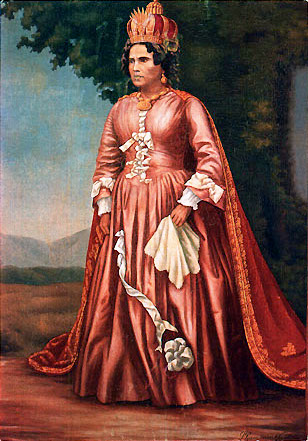
Ранавалуна I

  - Анна Стюарт (1707—1714)
  - Вікторія (1876—1901)

### Африка
Стародавній Єгипет
- Нітокріс (2218—2216 рр. до н. е)
- Нефрусебек (1798—1794 рр. до н. е.)
- Хатшепсут 1479—1458 рр. до н. е.)
- Нефернеферуатон-Нефертіті або Нефернеферуатон-Ташеріт (одна з них правила як співрегентка й отримала ім'я Нефернеферуатон) (бл. 1334—1332 р. до н. е.))
- Таусерт (1192—1186 рр. до н. е.)
- Арсіноя II (277—270 до н. е.)
- Береніка II (246—222 рр. до н. е.)
- Клеопатра I (194-180-176 рр. до н. е)
- Клеопатра II (173 / 131—127 до н. е.)
- Клеопатра III (142—101 до н. е.)
- Береніка III (101-88, 88-80 до н. е.)
- Клеопатра V (58-57 до н. е.)
- Клеопатра VI Трифена (57-56 рр. до н. е.)
- Береніка IV (56-55 до н. е.)
- Клеопатра VII Велика (51-31 до н. е.)
- Арсіноя IV (48-47 рр. до н. е.)

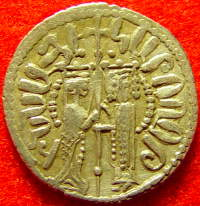
Ізабелла I Вірменська

Ефіопія — імперія
- Завдіту І (1916—1930)

Мадагаскар — королівство
- Ранавалуна I Жорстока (1828—1861)
- Расугеріна (1863—1868)
- Ранавалуна II (1868—1883)
- Ранавалуна III (1883—1896)

### Азія
Вірменія Мала (Кілікія) — царство
- Ізабелла I (1219—1252)

Вірменія — царство
- Ерато Артаксида (6-12)

Китай — імперія
- У Цзетянь (690—705)

Кіпр — королівство
- Шарлотта (1458—1464)
- Катерина Корнаро (1474—1489)

Японія — імперія
- Суйко (592—629)
- Когьоку (642—645, 654—661)
- Дзіто (686—697)
- Ґеммей (707—715)
- Генсьо (715—724)
- Кокен (749—758, 764—770)
- Мейсьо (1629–1643)
- Го-Сакураматі (1762—1771)

Ізраїль
- Юдея — царство

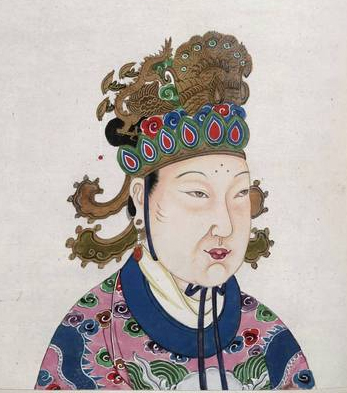
У Цзетянь

  - Саломея Александра (76-67 рр. до н. е.)

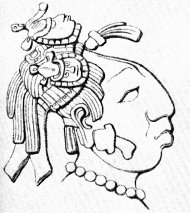
Іш-Сак-К'ук'

Селевкидний стан
- Клеопатра Тея (126—121 рр. до н. е.)

### Тихоокеанські острови
Гаваї — королівство
- Лідія Ліліуокалані (1891—1893)

Тонга
- Салоте Тупу III (1918—1965)

### Америка
Канада
- Вікторія (1876—1901)
- Єлизавета II (1952—)

Екатепек-де-Морелос
- Tlapalizquixochtzin (кін.15 ст.—поч.16 ст.)

Паленке
- Іш-Йоль-Ік'наль (583—604)
- Іш-Сак-К'ук' (612—615)

Наранхо
- Іш-Вак-Чан-Ахав (682—741)

Тікаль
- Іш-Уне-Балам[en] (бл. 317)
- Іш-Йок'ін (511—534)

Бразилія

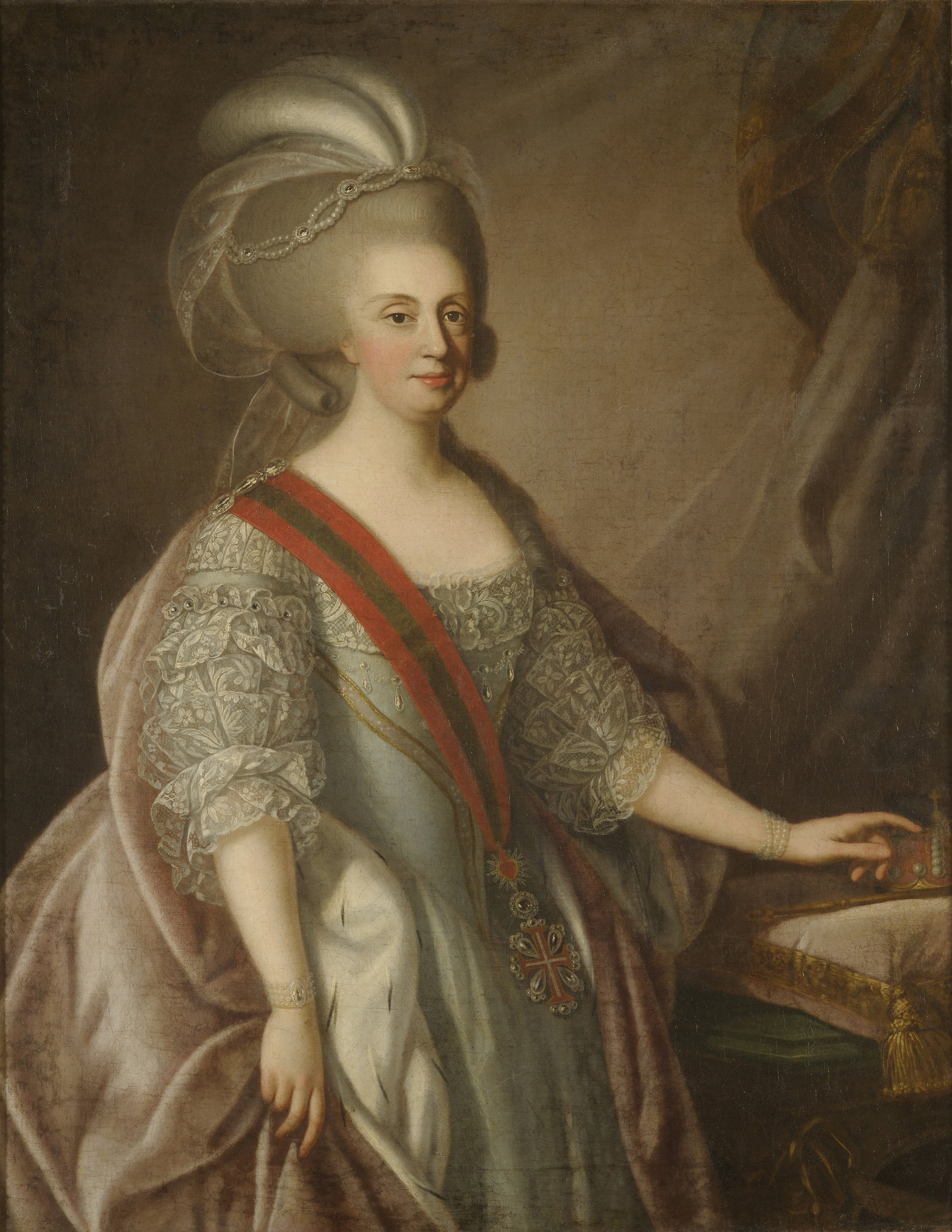
Марія I, королева Бразилії

- Марія I (королева Португалії) (1815—1816)

## Сучасні правлячі королеви
| Ім'я королеви | Портрет                                           | Підвладні країни та території            | Дата початку правління                  |
| ------------- | ------------------------------------------------- | ---------------------------------------- | --------------------------------------- |
| Єлизавета II  |                                                   | Антигуа і Барбуда                        | 1 листопада 1981 року                   |
| Єлизавета II  | Австралія                                         | 6 лютого 1952 року                       |                                         |
| Єлизавета II  | Багамські Острови                                 | 10 липня 1973 року                       |                                         |
| Єлизавета II  | Барбадос                                          | 30 листопада 1966 року                   |                                         |
| Єлизавета II  | Беліз                                             | 21 вересня 1981 року                     |                                         |
| Єлизавета II  | Канада                                            | 6 лютого 1952 року                       |                                         |
| Єлизавета II  | Гренада                                           | 7 лютого 1974 року                       |                                         |
| Єлизавета II  | Ямайка                                            | 6 серпня 1962 року                       |                                         |
| Єлизавета II  | Нова Зеландія                                     | 6 лютого 1952 року                       |                                         |
| Єлизавета II  | Папуа Нова Гвінея                                 | 16 вересня 1975 року                     |                                         |
| Єлизавета II  | Сент-Кіттс і Невіс                                | 19 вересня 1983 року                     |                                         |
| Єлизавета II  | Сент-Люсія                                        | 22 лютого 1979 року                      |                                         |
| Єлизавета II  | Сент-Вінсент і Гренадини                          | 27 жовтня 1979 року                      |                                         |
| Єлизавета II  | Соломонові Острови                                | 7 липня 1978 року                        |                                         |
| Єлизавета II  | Тувалу                                            | 1 жовтня 1978 року                       |                                         |
| Єлизавета II  | Велика Британія та - Джерсі - Гернсі - Острів Мен | 6 лютого 1952 року — 8 вересня 2022 року |                                         |
| Маргрете II   |                                                   | Данія                                    | 14 січня 1972 року — 14 січня 2024 року |